# Polycarena multifolia
Polycarena multifolia là một loài thực vật có hoa trong họ Huyền sâm. Loài này được Levyns miêu tả khoa học đầu tiên.